# Расково
Расково (алб. Raskovë) је насеље у општини Обилић, Косово и Метохија, Република Србија. Село је у равници, на ушћу Сићевачке реке у Лаб.

## Историја
У доба доласка мухаџира из Топлице (1878) у Раскову су живели Срби као чивчије, а међу њима и род Ристић. Ристићи су купили земљу од господара чифлика, али су се услед зулума 1902. морали повући у Бабин Мост, напустивши чак и купљену земљу. По ослобођењу од Турака, једна њихова кућа се вратила, а једна остала у Бабином Мосту. У Раскову су до 1860. живели и Срби Митровићи из Доње Брњице.

## Порекло становништва по родовима
Подаци о пореклу становништва из тридесетих година XX века.
Српски родови
- Ристић (1 к., Св. Стефан). Досељеници са почетка 19. века непознатог порекла.
- Јовановићи (2 к.). Досељени 1913. из Војмиловића (Рашка) на куповицу.
- Нађалин (1 к.) Досељен као колониста 1925. из Меленаца (Банат).
- Грађин (1 к.) 1925. и  Жикић (1 к.) 1927. досељени као колонисти из Мокрина (Банат).

Мухаџири из 1878. из топличких села
- Брезничић (3 к.), од фиса Шаље, досељени из Брезничића у Приштину, а потом у Расково за чивчије.
- Тоћан (3 к.), од фиса Климената, из Точана.
- Грабовц (3 к.) и Белег (2 к.), од фиса Шаље, из Грабовца и Белега. И ови мухаџири су били чивчије.

## Становништво
| Година       | 1948 | 1953 | 1961 | 1971 | 1981 | 1991 |
| ------------ | ---- | ---- | ---- | ---- | ---- | ---- |
| Становништво | 199  | 234  | 279  | 350  | 452  | 518  |

|  |